# Adam Black
Adam Black, född 10 februari 1784 och död 24 januari 1874, var en brittisk förläggare.
Black grundade 1808 i Edinburgh ett förlag, som under namnet A. & C. Black utvecklade en betydande verksamhet och bland annat utgav, 7:e, 8:e och 9:e upplagan av Encyclopædia Britannica. Från 1905 är företagets verksamhet förlagd till London.